# El Cónsul 2
El Cónsul 2 es un barrio perteneciente al distrito Teatinos-Universidad de la ciudad andaluza de Málaga, España. Según la delimitación oficial del ayuntamiento, limita al norte con el barrio de Torre Atalaya; al este, con el barrio de El Romeral; al sur, con el Campus Universitario de Teatinos, en concreto con los terrenos del Centro Meteorológico y del Hospital Clínico Universitario Virgen de la Victoria; y al oeste con el barrio de El Cónsul.

## Transporte
En autobús queda conectado mediante las siguientes líneas de la EMT: 
| Línea | Trayecto                              | Recorrido | Frecuencia    |
| ----- | ------------------------------------- | --------- | ------------- |
| 8     | Alameda Principal - Hospital Clínico  | Recorrido | 13 minutos    |
| 23    | Alameda Principal - Parque Cementerio | Recorrido | 25-30 minutos |